# Anders Zellbell
Anders Zellbell, född omkring 1680 i Uppsala, död 1727, var en svensk jurist och domkyrkoorganist. 

## Biografi
Anders F:son Zellbell  var son till bagaren och rådmannen Ferdinander Zellbell. Han  inskrevs 1692 som minderårig vid Uppsala universitet. Han fick anställning som auditör vid Upplands regemente. Han utbildade sig även till organist och begärde ersättning för orgelspelning 1709 i Trefaldighetskyrkan. Zellbell var den blivande director musices Eric Burmans förste lärare på klaveret. 1726 blev han dennes efterträdare som organist och var det till sin död 1727. 
Anders Zellbell var äldre bror till Ferdinand Zellbell den äldre.